# Lincolnshire (Illinois)
Pour les articles homonymes, voir Lincolnshire (homonymie).
Lincolnshire est un village situé dans le township de Vernon et le comté de Lake, dans l’État de l’Illinois aux États-Unis.